# Pašumeris
Pašumeris (hist., pol. Poszumierz) – wieś na Litwie położona w rejonie kiejdańskim okręgu kowieńskiego, 15 km na wschód od Kiejdan, przy ujściu rzeczki Szumiary do Abeli.

## Historia
Dobra te po raz pierwszy zostały wspomniane w 1560 roku. Według miejscowych przekazów Poszumierz należał do rodziny Wieliczków od co najmniej początku XVIII wieku. Około połowy XIX wieku była to własność Bogumiły z Wieliczków Wieliczkowej (?–1902), żony Bolesława. Mimo zaangażowania Bolesława w powstanie styczniowe (u niego, w tym majątku Zygmunt Sierakowski organizował oddział powstańczy), rodzinne dobra nie zostały skonfiskowane dzięki temu, że były własnością żony. Bolesław został zesłany do guberni kazańskiej (zmarł w 1870 roku w Kownie), żona dobrowolnie podążyła za nim. Małżeństwo było bezdzietne i dlatego wdowa po Bolesławie zapisała majątek synowi swego siostrzeńca Henryka, Stefanowi Medekszy herbu Lis (1882–1962, był on wnukiem Adeli Wieliczko, siostry Bogumiły). Stefan był ostatnim z Wieliczków właścicielem Poszumierza. Po okrojeniu majątku w wyniku litewskiej reformy rolnej Stefan sprzedał jego resztki Belgowi, dyrektorowi elektrowni w Kownie. 
Pod koniec XIX wieku do majątku należał również folwark Bogumiłów.
| rok  | liczba ludności |
| ---- | --------------- |
| 1902 | 62              |
| 1923 | 80 (we dworze)  |
| 1959 | 15              |
| 1970 | 19              |
| 1979 | 9               |
| 1989 | 10              |
| 2001 | 8               |
| 2011 | 4               |

Po III rozbiorze Polski w 1795 roku Posuzmierz, wcześniej wchodzący w skład województwa wileńskiego Rzeczypospolitej, znalazł się na terenie ujezdu wiłkomierskiego guberni litewskiej, a następnie wileńskiej i kowieńskiej Imperium Rosyjskiego. W drugiej połowie XIX wieku należał do parafii Szaty. Od 1922 roku Poszumierz należy do Litwy, która w okresie 1940–1990, jako Litewska Socjalistyczna Republika Radziecka, wchodziła w skład ZSRR.

## Dwór
Tutejszy dwór został najprawdopodobniej wybudowany w połowie XVIII wieku. Został przebudowany na początku XIX wieku. Był to drewniany, parterowy, otynkowany, bez podmurówki dom o planie prostokąta, przykryty wysokim, gładkim, gontowym czterospadowym dachem. Od strony podjazdu charakteryzował go portyk z czterema równo rozstawionymi kolumnami dźwigającymi trójkątny szczyt. Prawdopodobnie w drugiej połowie XIX wieku portyk został zabudowany przez oszklenie przestrzeni między kolumnami.
We wnętrzu było dziesięć pomieszczeń w układzie dwutraktowym. Od frontu w środkowej części była obszerna sieć, natomiast od ogrodu była tu podłużna salka. Pokoje reprezentacyjne ulokowane w trakcie ogrodowym, miały niezmiernie bogaty wystrój. Fryzy, sztukateria, plafony, kroksztyny, malowidła, rozety na sufitach zdobiły te wnętrza, ponadto żyrandole, portrety rodzinne na ścianach, makaty i dywany. Była tu też biblioteka, zawierająca cenne woluminy i archiwum rodzinne, która w drobnej części została przekazana do Archiwum PAN w Warszawie.
Obok stała wozownia, w której stały muzealne okazy dawnych pojazdów, w tym staroświecka kareta na płozach i sanie z wmontowanym piecykiem na węgiel drzewny.
Park będący ogrodem spacerowym i sad nie liczyły łącznie więcej niż 2 ha. Z gościńca Kiejdany–Szaty do dworu prowadziła 500-metrowa aleja wysadzana lipami i klonami, przy której początku stała murowana kapliczka ku czci Matki Bożej wystawiona przez Ignacego, brata Bolesława Wieliczki. Przed domem był gazon z klombem kwiatowym pośrodku. Dalsza część ogrodu była za domem, łączyła się tam z sadem owocowym.
W latach 30. XX wieku dwór został wyremontowany. Dalszy jego los jest nieznany.
Majątek Poszumierz został opisany w 4. tomie Dziejów rezydencji na dawnych kresach Rzeczypospolitej Romana Aftanazego.